# Pik Angelinoj
Pik Angelinoj är en bergstopp i Antarktis. Den ligger i Östantarktis. Storbritannien gör anspråk på området. Toppen på Pik Angelinoj är 1 437 meter över havet.
Terrängen runt Pik Angelinoj är platt åt sydväst, men åt nordost är den kuperad. Terrängen runt Pik Angelinoj sluttar söderut. Trakten är obefolkad. Det finns inga samhällen i närheten.